# محمد عادل‌شاه
محمد عادل‌خان عادل‌شاهی هفتمین سلطان بیجاپور بود که پس از پدرش در سال ۱۶۲۷ بر تخت نشست و تا ۲۹ سال (سال ۱۶۵۶) حکومت کرد. پس از او، پسرش علی عادل‌شاه دوم بر تخت نشست.